# HD 57006
HD 57006，又名BD+07 1684，SAO 115269、HR 2779，是一颗恒星，视星等为5.91，位于銀經209.74，銀緯9.54，其B1900.0坐标为赤經7h 14m 23.9s，赤緯+7° 9.54′ 42″。